# Harry H.
Harry H. är en svensk miniserie på tre avsnitt som visades i Sveriges Radio TV2 mars-april 1978. Manuset skrevs av Stig "Slas" Claesson direkt för TV, och regisserade gjorde Jan Halldoff och producent var Jerry Stevens.

## Handling
Harry Holgersson ägnar sig helst åt metfiske nere vid Slussen, men åtar sig ibland att hjälpa personer eller lösa knepiga kriminalfall tillsammans med sina vänner. Han får ta sig an fall rörande en förföljd kvinna, en röd sportcykel, samt ett par ovanligt tunga fiskar.

## I rollerna
- Per Oscarsson - Harry Holgersson
- Åke Lindström - Wiklund
- Nils Hallberg - portvakten
- Christer "Bonzo" Jonsson - Nilsson
- Gunvor Pontén - Anneli
- Stig Törnblom - Charlie
- Mai Nielsen (som Mai Blom) - Harrys klient, Mary Linnea Blomkvist
- Åke Lagergren - Wilhelm Pettersson
- Olle Björling - Svenne Nykvist
- Gunnar Öhlund - Nisse Boman
- Mona Andersson - Sara Hagman
- Christer Holmgren

## Om serien
De tre avsnitten hade titlarna Fallet Mary, Ta fast tjuven och Fågel eller fisk. I samband med Claessons bortgång 2008 visades serien i repris i Minnenas television. Arne Weise samtalade inför reprisen med regissören i ett av Halldoffs sista offentliga framträdanden innan han själv avled 2010. Serien har även publicerats i SVT:s Öppet arkiv.